# Pematang Silampuyang
Pematang Silampuyang is een bestuurslaag in het regentschap Simalungun van de provincie Noord-Sumatra, Indonesië. Pematang Silampuyang telt 1821 inwoners (volkstelling 2010).